# 池田定保
池田 定保（いけだ さだやす）は、因幡若桜藩（鳥取西館新田藩）の第7代藩主。

## 略伝
文化2年（1805年）7月29日、第5代藩主であった池田定常の六男として鳥取で生まれる。定常は定保が生まれる前の享和2年（1802年）に隠居し、長男（定保の異母兄）の定興が第6代藩主となっていたが、定興が文化4年（1807年）11月3日に早世したため、定保がその養子として文化5年（1808年）2月4日に幼くして家督を継いだ。
江戸城御門番を勤めた後、文化11年（1814年）に二条城の大番頭に任じられた。文政5年（1822年）12月26日、従五位下・長門守に叙位・任官する。天保3年（1832年）に大坂城定番に任じられた。弘化4年（1847年）7月17日、江戸で死去した。享年43。跡を養子の清直が継いだ。